# Чемпионат Азербайджана по дзюдо 2018
Чемпионат Азербайджана по дзюдо 2018 года проходил в Баку с 19 по 21 ноября. Соревнования среди мужчин и женщин проходили во Дворце спорта. Всего разыгрывалось 14 комплектов медалей. На турнире принимал участие 396 дзюдоистов, среди которых 333 мужчин и 63 женщины.

## Медалисты

### Мужчины
| Категория    | Золото                             | Серебро                              | Бронза                                                                  |
| ------------ | ---------------------------------- | ------------------------------------ | ----------------------------------------------------------------------- |
| до 60 кг     | Рашад Елкиев СО МВД                | Давуд Мамедсой СК «Нефтчи», Баку     | Ровшан Алиев СОЦ «Гёмрюкчю» Балабей Агаев СК «Нефтчи», Баку             |
| до 66 кг     | Орхан Сафаров СК «Нефтчи», Баку    | Ибрагим Алиев СК «Нефтчи», Баку      | Нурлан Османов Judo Club 2012 Пётр Жуков СК «Нефтчи», Баку              |
| до 73 кг     | Руфат Мамедов СК «Нефтчи», Баку    | Тельман Велиев СК «Нефтчи», Баку     | Тарлан Керимов СК «Динамо-Сумгаит» Керим Аллахвердиев СК «Габала», Баку |
| до 81 кг     | Мурад Фатиев Judo Club 2012        | Афиг Сафарли Judo Club 2012          | Зелим Цкаев СК «Нефтчи», Баку Фаган Гулузаде СК «Атилла»                |
| до 90 кг     | Мамедали Мехдиев СК «Нефтчи», Баку | Турал Сафгулиев СК «Нефтчи», Баку    | Аслан Мирзаев СК «Нефтчи», Баку Алиумар Тумаев СК «TT Fight»            |
| до 100 кг    | Сулейман Ягубов СО МВД             | Кянан Абдуллаханлы СК «Нефтчи», Баку | Магомед Ризванов СК «Нефтчи», Баку Санан Ахмедов СК «Нефтчи», Сумгаит   |
| свыше 100 кг | Шахин Гахраманов СК «Нефтчи», Баку | Ушанги Кокаури СК «Габала», Баку     | Рустем Коцоев СК «Нефтчи», Баку Айхан Джафаров СО МВД                   |

### Женщины
| Категория   | Золото                               | Серебро                                | Бронза                                                              |
| ----------- | ------------------------------------ | -------------------------------------- | ------------------------------------------------------------------- |
| до 48 кг    | Лейла Алиева СК «Нефтчи», Баку       | Аиша Гурбанлы СК «Нефтчи», Баку        | Рамиля Алиева СК «Атилла» Шафаг Гамидова СК «Атилла»                |
| до 52 кг    | Гюльтадж Мамедалиева СК «Атилла»     | Пурэвсурэн Буянхишиг СК «Нефтчи», Баку | Гюльшен Назарова СК «Нефтчи», Баку Шафаг Мамедова СК «Нефтчи», Баку |
| до 57 кг    | Эльмира Мустафаева СО МВД            | Сакина Заирова СК «Нефтчи», Баку       | Мунхцедев Ичинхорлу СК «Нефтчи», Баку Басти Сафарова SNF            |
| до 63 кг    | Диана Шоранова Judo Club 2012        | Фидан Гусейнова СК «Нефтчи», Баку      | Лейла Гусейнова СЗ «Зира» Нурия Ахундова СО МВД                     |
| до 70 кг    | Гюнель Гасанлы СЗ «Зира»             | Аида Бахышова Judo Club 2012           | Рукиййе Озердем СК «Нефтчи», Баку Наргиз Ибрагимова СК «Атилла»     |
| до 78 кг    | Нурана Мурадова СК «Нефтчи», Сумгаит | Мехрибан Иманзаде SHB                  | Нармин Амирли RKM                                                   |
| свыше 78 кг | Айтекин Пашазаде ZDB                 | Нигяр Джафарова СК «Нефтчи», Баку      | —                                                                   |